# 津野常
津野 常（つの じょう、1848年7月12日（嘉永元年6月12日）- 1902年（明治35年）7月18日）は、幕末の高鍋藩士、明治期の実業家・政治家。衆議院議員、宮崎県会議長。

## 経歴
日向国児湯郡上江村（高鍋県、美々津県、宮崎県、鹿児島県を経て宮崎県児湯郡上江村、現高鍋町）で生まれる。藩校・明倫堂で漢学を修め、稽古所で剣術、柔術を錬磨した。その後、美々津県英式楽隊を講習して高鍋藩楽隊長に就任し、さらに同藩民政局出仕を務めた。廃藩置県後、美々津県、宮崎県、鹿児島県で勤務した。
1881年（明治14年）3月、鹿児島県会議員に選出され、分県運動に加わり、1883年（明治16年）7月、宮崎県会議員に選出され、同常置委員、同副議長、同議長を務めた。自由民権運動に加わり、大同団結運動を推進した。
また実業界では、宮崎県農工銀行監査役、宮崎新報社長、高鍋蚕業改良会社社長、高鍋製糸取締役などを務めた。
1898年（明治31年）3月、第5回衆議院議員総選挙（宮崎県第1区、無所属）で初当選し、次の第6回総選挙でも再選され、衆議院議員に連続2期在任した。議員在任中の1902年7月に死去した。

## 国政選挙歴
- 第2回衆議院議員総選挙（宮崎県第1区、1892年2月、自由党）次点落選[4][8]
- 第5回衆議院議員総選挙（宮崎県第1区、1898年3月、無所属）当選[4][6]
- 第6回衆議院議員総選挙（宮崎県第1区、1898年8月、憲政党）当選[4][6]